# Ficus aurea
Espèce
Classification APG III (2009)
Synonymes
Ficus ciliolosa Link

Ficus aurea Nutt. var. latifolia  Nutt.

Ficus venusta Kunth & C.D.Bouché

Urostigma tecolutense Liebm.

Ficus dimidiata Griseb.

Urostigma warczewiczii Miq.

Ficus tuerckheimii Standl.

Ficus isophlebia Standl.

Ficus jimenezii Standl.

Ficus cookii Standl.

Ficus lundellii Standl.

Ficus cabusana Standl. & Steyerm.

Ficus laterisyce W.C.Burger

Ficus mayana Lundell

Ficus rigidula Lundell

Ficus aurea est un arbre de la famille des Moraceae, originaire de Floride, du Nord et de l'ouest des Caraïbes, du sud du Mexique et d'Amérique centrale jusqu'au Panama. L'appellation spécifique aurea lui a été donnée par le botaniste et zoologiste anglais Thomas Nuttall, qui a décrit l'espèce en 1846 ; les anciens noms appliqués à cette espèce ont été jugés non valides.
Ficus aurea est un figuier étrangleur : la germination de ses graines se déroule généralement dans la canopée d'un arbre hôte et la jeune plante vit comme un épiphyte jusqu'à ce que ses racines établissent un contact avec le sol. Il grandit alors vite et étrangle son hôte, finissant par devenir un arbre autoportant à part entière. Certains individus peuvent atteindre 30 m de hauteur. Comme toutes les figuiers, il a un mutualisme obligatoire avec les guêpes des figuiers, les figues n'étant pollinisées que par ces insectes, et les guêpes des figuiers ne pouvant se reproduire que dans les fleurs de figuiers. L'arbre fournit gîte, nourriture et abri à une multitude de formes de vie tropicales, comme les épiphytes dans les forêts de nuage, des oiseaux, des mammifères, des reptiles et des invertébrés. Ficus aurea est utilisé en médecine traditionnelle, pour faire des haies vives, comme plante ornementale et comme bonsaï.

## Description

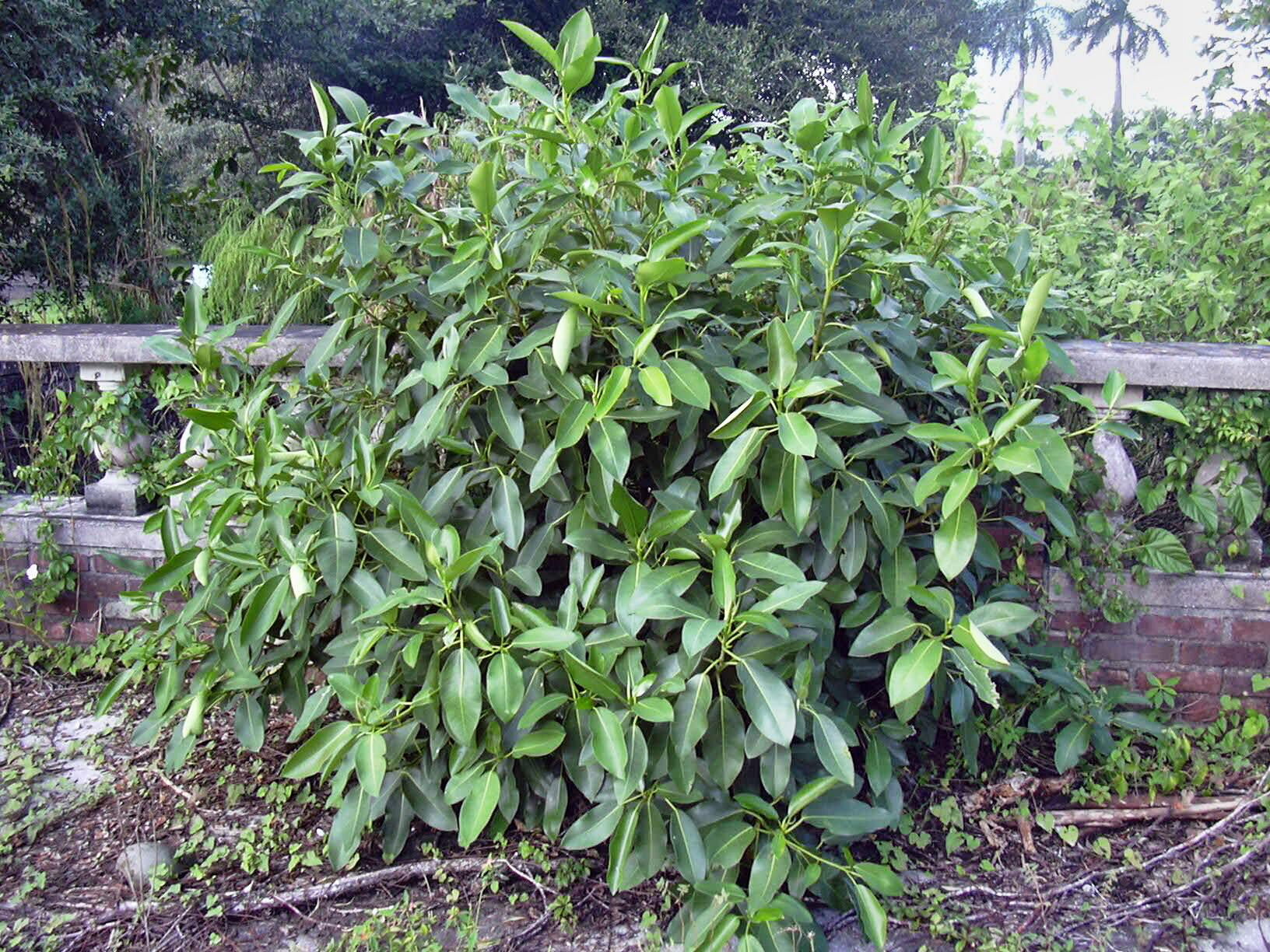
Jeune Ficus aurea aux feuilles de forme elliptique, à Long Key en Floride.

Ficus aurea est un arbre qui peut atteindre une hauteur de 30 m. Il est monoïque, chaque arbre portant des fleurs mâles et des fleurs femelles. Il est généralement à feuillage persistant, mais Ficus aurea perd brièvement ses feuilles en hiver à l'extrémité nord de son aire de répartition en Floride. Les feuilles sont alternes, simples, pétiolées, épaisses, d'un vert brillant. La taille et la forme des feuilles est variable. Certaines plantes ont des feuilles qui font généralement moins de 10 cm de long alors que d'autres ont des feuilles qui sont plus grandes atteignant 12 cm. La forme des feuilles et de leur base varie également, certaines plantes ont des feuilles de forme oblongue (base arrondie) ou elliptique (base en pointe), tandis que d'autres feuilles sont en forme de cœur (avec une encoche à la base) ou ovales (base arrondie). Les fleurs très discrètes sont situées à l'aisselle des feuilles. Ficus aurea donne des figues jumelles, qui sont vertes lorsqu'elles sont immatures et deviennent jaunes en mûrissant. Elles diffèrent par la taille (0,6-0,8 cm, environ 1 cm, ou 1 à 1,2 cm de diamètre) ; les figues sont généralement sessiles, mais dans certaines parties du nord de la Mésoamérique, elles sont portées par de courts pédoncules.

## Taxonomie
Avec environ 750 espèces, le genre Ficus est l'un des genres les plus vastes parmi les angiospermes (David Frodin du Physic Garden de Chelsea le classait 31e dans la liste des genres les plus fournis en espèces). Ficus aurea est classé dans le sous-genre Urostigma (qui regroupe les figuiers étrangleurs) et la section Americana. Les dernières études de phylogénie moléculaire ont montré que le sous-genre Urostigma est polyphylétique, mais ont fortement soutenu la validité de la section Americana en tant que groupe discret (bien que sa relation exacte avec la section Galoglychia ne soit pas claire).

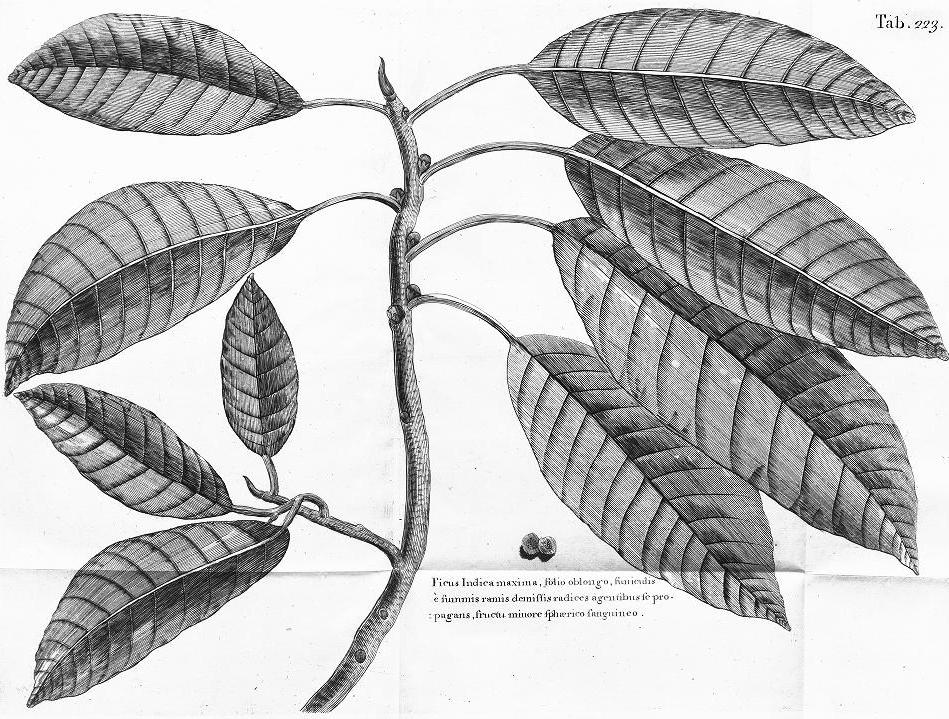
Illustration originale de Ficus maxima indica, réalisée par Hans Sloane en 1725. C'est la première illustration de Ficus aurea : Les figues, représentées de façon non jumelée dans l'illustration, furent à l'origine d'une confusion dans la taxonomie de cette espèce.

Thomas Nuttall décrit l'espèce en 1846 dans le deuxième volume du son ouvrage The North American Sylva avec aurea comme épithète spécifique ( "doré" en latin). Mais en 1768, le botaniste écossais Philip Miller avait décrit Ficus maxima, citant Hortus Cliffortianus (1738) de Linné et Catalogus plantarum quæ in insula Jamaica (1696) de Hans Sloane. L'illustration de l'espèce due à Sloane, publiée en 1725, dépeint un figuier avec des figues non jumelles, une caractéristique du sous-genre Pharmacosycea. Or, en tant que membre du sous-genre Urostigma, F. aurea a des figues jumelles. Toutefois, un examen plus approfondi de la description de Sloane par Cornelis Berg conduisit celui-ci à conclure que l'illustration représentait un membre du sous-genre Urostigma (car il avait d'autres moyens de diagnostic de ce sous-genre), presque certainement Ficus aurea et que l'illustration de figues isolées l'une de l'autre était probablement due à une licence artistique. Berg retrouva la collection de plantes sur lesquelles l'illustration de Sloane était basée et en conclut que le Ficus maxima de Miller était en fait Ficus aurea. Lorsque plus tard Thomas Nuttall décrivit Ficus aurea en se basant sur les collections de Floride, il envisagea la possibilité que ces plantes appartiennent à la même espèce que celle décrite par Sloane, mais il décida qu'il s'agissait d'une nouvelle espèce. Donc selon les règles de la nomenclature botanique, le nom Ficus maxima devrait avoir la priorité sur Ficus aurea, puisque la description de Miller a été publiée en 1768 tandis que celle de Nuttall a été publiée en 1846.
Dans leur Flora of Jamaica de 1914, William Fawcett et Alfred Barton Rendle relièrent l'illustration de Sloane à une espèce d'arbre qui était alors connue comme Ficus suffocans, un nom qui lui avait été assigné dans la Flora of the British West Indian Islands par August Grisebach en 1859. Gordon DeWolf approuva leur conclusion et utilisa le nom de Ficus maxima pour cette espèce dans la Flora of Panama de 1960. Étant donné que cet usage s'était généralisé, Berg proposa que le nom Ficus maxima soit conservé tel que DeWolf l'avait utilisé, une proposition qui fut acceptée par le comité de nomenclature.
La réaffectation du nom Ficus maxima à une autre espèce ne laissa cependant pas Ficus aurea comme nom le plus ancien pour cette espèce, car le naturaliste allemand Johann Heinrich Friedrich Link l'avait décrit comme Ficus ciliolosa en 1822. Berg conclut que l'espèce décrite par Link était effectivement Ficus aurea, et puisque la description de Link précédait celle de Nuttall de 24 ans, la priorité aurait dû être donnée au nom Ficus ciliolosa. Mais depuis, l'ancien nom avait été largement utilisé et le nom ciliolosa ne l'avait pas été, Berg proposa que le nom Ficus aurea soit conservé. En réponse à cela, le comité de nomenclature statua que, plutôt que de conserver Ficus aurea, il serait préférable de rejeter Ficus ciliolosa. Conserver Ficus aurea aurait signifié que la priorité serait donnée à ce nom sur tous les autres. En rejetant simplement Ficus ciliolosa, le comité a laissé ouverte la possibilité que le nom de Ficus aurea puisse être remplacé par un autre nom plus ancien, si l'on venait à en découvrir un.

### Synonymes
En 1920, le botaniste américain Paul C. Standley décrivit trois nouvelles espèces à partir de collections en provenance du Panama et du Costa Rica: Ficus tuerckheimii, F. isophlebia et F. jimenezii. Les travaux de DeWolf conclurent que ces trois noms désignaient la même espèce et Berg en fit des synonymes de Ficus aurea. Ces noms avaient été largement utilisés pour les populations du Mexique et d'Amérique centrale, et continuent à être utilisés par certains auteurs. Berg pensait que Ficus rzedowskiana, décrit par Carvajal & Cuevas-Figueroa, appartenait aussi à cette espèce, mais il n'a pas examiné les spécimens originaux à partir desquels cette espèce avait été créée.
Berg considérait Ficus aurea comme une espèce présentant au moins quatre formes. « Aucune des formes », écrit-il, « ne peut être liée à certains habitats ou altitudes ». Trente ans plus tôt, William Burger en était venu à une conclusion très différente à l'égard de Ficus tuerckheimii, F. isophlebia et F. jimenezii. Il a rejeté la synonymisation de DeWolf de ces trois espèces comme fondée sur des preuves incomplètes. Burger avait noté que les trois taxons occupaient différents habitats qui pouvaient être distingués en termes de précipitations et d'altitude.

## Reproduction et croissance

### Mutualisme entreFicus aureaetPegoscapus mexicanus
Les figuiers forment un mutualisme avec les hyménoptères de la famille des Agaonidae, les figues ne sont pollinisées que par ces guêpes, et celle-ci ne peuvent se reproduire que dans les fleurs de figuiers. En général, chaque espèce de figuier dépend d'une seule espèce de guêpe pour la pollinisation et de même chaque espèce de guêpes est dépendante d'une espèce particulière de figuiers pour se reproduire. Ficus aurea est fécondé par Pegoscapus mexicanus (en) (Ashmead).
Les figuiers ont des inflorescences complexes appelées sycones. Les fleurs sont entièrement contenues dans une structure fermée. Leur seul lien avec l'extérieur se fait à travers un petit orifice appelé ostiole. Les figuiers monoïques tels que Ficus aurea ont des fleurs mâles et femelles à l'intérieur du même sycone. Les fleurs femelles sont matures en premier, et une fois arrivées à maturation, elles dégagent des substances chimiques volatiles qui attirent les guêpes.
Les guêpes femelles se fraient un chemin à travers l'ostiole jusqu'à l'intérieur du sycone. Là, elles pollinisent les fleurs, pondent leurs œufs dans certaines d'entre elles puis meurent. Les œufs éclosent et les larves se nourrissent des fleurs dans lesquelles elles ont été pondues. Après quatre à sept semaines (chez Ficus aurea), les guêpes devenues adultes émergent. Les guêpes mâles apparaissent d'abord : ils s'accouplent avec les femelles et creusent des trous de sortie à travers les parois de la figue. Les fleurs mâles sont matures au moment où les guêpes femelles émergent. Ces dernières s'enduisent activement le corps avec le pollen des fleurs mâles avant de partir à travers les trous de sortie creusés par les mâles, puis s'envolent pour trouver un nouveau sycone où pondre leurs œufs. Au bout de un à cinq jours, les figues mûrissent. Les figues mûres seront mangées par une grande variété de mammifères et d'oiseaux qui en dispersent les graines.

### Phénologie
Les figuiers fleurissent et fructifient de façon asynchrone. Floraison et fructification d'une population de figuiers sont échelonnées dans le temps. Ce fait est important pour les guêpes femelles, qui ont besoin de trouver un jeune sycone pour pondre leurs œufs durant les quelques jours après leur émergence, chose qui ne serait pas possible si tous les arbres d'une population arrivaient à fleurs et à fruits en même temps. Ainsi, les figues sont une ressource importante et régulière de nourriture pour les animaux frugivores (les animaux qui se nourrissent presque exclusivement de fruits), les figues étant l'un des rares fruits disponibles aux périodes de l'année où les autres fruits sont rares.
Bien que les figuiers fleurissent de manière asynchrone dans une population, dans la plupart des espèces, la floraison est synchronisée sur le même individu. Les guêpes femelles nouvellement apparues doivent s'écarter de leur arbre natal pour trouver des figues dans lesquelles pondre leurs œufs, ce qui est à l'avantage de la figue, car cela empêche l'autopollinisation. En Floride, les individus de Ficus aurea fleurissent et fructifient de façon asynchrone. Cet asynchronisme des arbres dans la floraison est susceptible d'augmenter la probabilité d'une autopollinisation, mais elle peut aussi être une adaptation qui permet à l'espèce de maintenir une population suffisante de guêpes dans une zone où la population de figuiers est faible, ou dans les régions à climat saisonnier fortement marqué.
| Phénologie de la floraison chez Ficus aurea | |                          |
| Phase                                       | Description | Durée chez Ficus aurea   |
| A (pré-femelle)                             | Fleurs immatures | 2 jours à plus de 9 mois |
| B (femelle)                                 | Les fleurs femelles sont prêtes à être pollinisées; les guêpes femelles pondent leurs œufs et pollinisent les fleurs | 1 jour à 3 semaines      |
| C (interfloraison)                          | Les figues fructifient et les larves de guêpes se développent                                                        | 4 à 7 semaines           |
| D (mâle)                                    | Les fleurs mâles arrivent à maturité; les guêpes sont adultes, s'accouplent et les femelles se dispersent            | 1 à 2 jours              |
| E (post-floraison)                          | Les fruits sont mûrs                                                                                                 | 1 à 5 jours              |

La phénologie de floraison du Ficus a été divisée en cinq phases. Chez la plupart des figuiers, la phase A est suivie presque immédiatement par la phase B. Cependant, chez Ficus aurea, les inflorescences immatures peuvent rester en sommeil pendant plus de neuf mois.

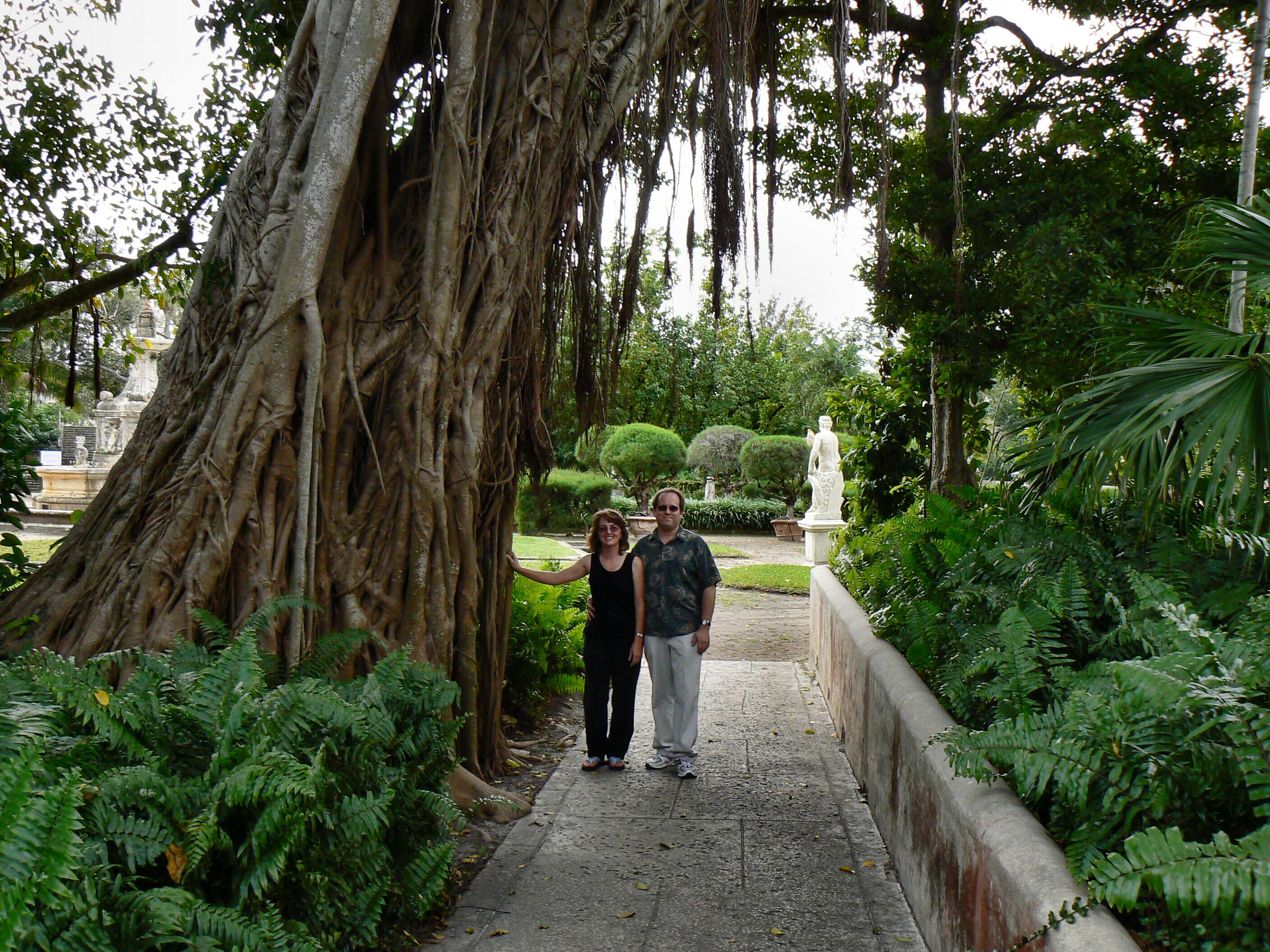
Un Ficus aurea avec de nombreuses racines adventices à Miami

### Croissance
Ficus aurea est un arbre à croissance rapide. Arbre hémiépiphyte, il germe dans la canopée d'un arbre hôte et commence sa vie comme épiphyte avant que ses racines ne touchent le sol. Ficus aurea est également un figuier étrangleur (tous les figuiers hémiépiphytiques ne sont pas étrangleurs) ; les racines se rejoignent et étreignent l'arbre hôte. Cela se traduit généralement par la mort de ce dernier, complètement étranglé. Les palmiers, qui n'ont pas de croissance en largeur du tronc, ne sont pas touchés par cela, mais ils peuvent quand même être lésés par la concurrence pour la lumière, l'eau et les nutriments. Sur l'île de Great Exuma, aux Bahamas, les palmiers sont les seuls hôtes des figuiers étrangleurs malgré la présence d'autres grands arbres. Après l'ouragan Andrew en 1992, les Ficus aurea se sont régénérés à partir de drageons et d'arbres restés sur pied.

## Distribution
On trouve Ficus aurea depuis la Floride aux États-Unis jusqu'en Amérique centrale, en passant par la région nord des Caraïbes et le Mexique. Il est présent dans le centre et le Sud de la Floride et les Keys de Floride, aux Bahamas, aux îles Caicos, sur Hispaniola, Cuba, en Jamaïque, sur les îles Caïmans, à San Andrés (une possession de la Colombie à l'ouest des Caraïbes), dans le Sud du Mexique, à Belize, au Guatemala, au Honduras, au Nicaragua, au Salvador, au Costa Rica et au Panama. Il pousse à partir du niveau de la mer jusqu'à 1 800 m d'altitude, dans des habitats allant des forêts sèches des Bahamas aux forêts de nuages du Costa Rica.
Ficus aurea remonte au nord jusqu'au comté de Volusia; c'est l'une des deux seules espèces indigènes de figuier en Floride. L'espèce est présente dans une gamme d'écosystèmes du sud de la Floride, comme les hammocks de feuillus côtiers, les hammoks de choux palmistes, les hammoks et zones broussailleuses de feuillus tropicaux, des hammoks et zones arbustives de feuillus tempérés et le long des cours d'eau . Aux Bahamas, Ficus aurea pousse dans les forêts tropicales sèches de North Andros, Great Exuma et Bimini. Ficus aurea se rencontre dans dix États du Mexique, principalement dans le sud, mais en allant aussi loin au nord que Jalisco. On le trouve dans les forêts tropicales à feuilles caduques, les forêts tropicales à feuilles semi-persistantes, les forêts tropicales à feuilles persistantes, les forêts de nuages et dans des habitats aquatiques ou subaquatiques.

## Écologie
Ficus aurea est un figuier étrangleur, il s'installe sur un arbre hôte qu'il encercle progressivement et «étrangle», prenant finalement sa place dans le couvert forestier. Même si cela rend F. aurea responsable de la mortalité d'autres arbres, il y a peu d'indices pour montrer que son hôte est une espèce particulière. Toutefois, dans les forêts sèches sur Great Exuma aux Bahamas, F. aurea pousse exclusivement sur des palmiers, en dépit de la présence de plusieurs autres grands arbres qui pourraient servir d'hôtes appropriés. Swagel et ses collègues ont attribué cela au fait que l'humus qui s'accumule à la base des feuilles de ces palmiers fournit un microclimat relativement humide dans un environnement sec, ce qui facilite la survie des plantules.
Les figuiers sont parfois considérés comme des espèces clés pour les communautés d'animaux consommateurs de fruits en raison de leur mode de fructification asynchrone. Wheelwright rapporte que le Toucanet émeraude se nourrit de fruits verts de F. aurea en période de rareté des fruits à Monteverde, au Costa Rica. Wheelwright a inscrit l'espèce comme une source de nourriture pour toute l'année pour le Quetzal resplendissant sur le même site. Dans les Keys de Floride, F. aurea est l'une des cinq espèces de fruits qui dominent le régime alimentaire des oisillons du Pigeon à couronne blanche. F. aurea est également important dans le régime alimentaire de mammifères frugivores: les singes hurleurs du Guatemala consomment à la fois les fruits et les jeunes feuilles.
L'interaction entre les guêpes des figuiers et les fruits de cet arbre est particulièrement bien étudiée. En plus de l'utilisation faite par des guêpes pollinisatrices, F. Aurea est utilisé par un groupe de guêpes non pollinisatrice du genre Chalcidoidea dont les larves exploitent ces fruits pour s'y développer. Toutes ces utilisations tendent à créer des galles au niveau des figues, et/ou relèvent de plusieurs types de comportements comme l'inquilinisme, le cleptoparasitisme, ou le parasitisme.
En tant que grand arbre, F. aurea peut être un hôte important pour les plantes épiphytes. Dans les forêts de nuages du Costa Rica, où F. aurea est « l'élément le plus remarquable » de la forêt initiale, les arbres regroupés en bouquets abritent les communautés les plus riches de bryophytes épiphytes, tandis que les arbres isolés pris ont une plus grande couverture en lichens.
L'écologiste Suzanne Koptur de la Florida International University a signalé la présence de nectaires extrafloraux sur les figuiers F. aurea dans les Everglades en Floride. Les nectaires extrafloraux sont des structures qui produisent du nectar, mais ne sont pas associés à des fleurs. Ils sont habituellement interprétés comme des structures défensives et sont souvent produits en réponse aux attaques d'insectes herbivores. Ils attirent les insectes, principalement les fourmis, qui défendent les nectaires, protégeant ainsi la plante contre les herbivores.

## Utilisations
Le fruit de F. aurea est comestible et a été utilisé comme aliment par les populations autochtones et les premiers colons en Floride. Le latex a été utilisé pour faire du chewing-gum et des racines aériennes peuvent être utilisées pour faire des fouets, des flèches, des cordes d'arc et des lignes de pêche. Le fruit a été utilisé pour faire une teinture de couleur rose. F. aurea a également été utilisé en médecine traditionnelle dans les Bahamas et en Floride. Allison Adonizio et ses collègues ont étudié F. aurea pour y rechercher une activité détection de quorum (comme moyen possible d'action anti-bactérienne), mais n'en trouvèrent pas.
Les F. aurea isolés sont communs dans les fermes laitières à La Cruz, Cañitas et Santa Elena au Costa Rica, car ils sont souvent épargnés lorsque la forêt est transformée en pâturages. Lorsqu'on les interroge, les agriculteurs répondent qu'ils considèrent cette espèce comme utile pour faire des piquets de clôture, des haies vives et de bois de chauffage et comme réserve de nourriture pour les oiseaux et les mammifères.
Ficus aurea est utilisé comme arbre d'ornement, arbre d'intérieur et comme bonsaï. Comme d'autres figuiers, il a tendance à envahir les structures et les fondations des habitations et doivent être éliminés pour prévenir les dommages structuraux. Bien que les jeunes arbres soient décrits comme « assez ornementaux », les arbres plus âgés sont considérés comme difficiles à entretenir (à cause des racines adventices qui développent des branches) et ne sont pas recommandés pour les petites surfaces. Toutefois, il a été jugé utile comme arbre environnemental pour économiser l'énergie dans le sud de la Floride, car il n'est « pas aussi agressif que de nombreuses espèces de figuiers exotiques », bien qu'il demande qu'on lui donne assez d'espace.